# Miu miu (singolo)
Miu miu è un singolo del rapper italiano Tony Effe, pubblicato il 15 marzo 2024 come quarto estratto dal secondo album in studio Icon.

## Descrizione
Il brano è stato scritto dallo stesso rapper, è prodotto da Diego Vincenzo Vettraino, in arte Drillionaire, e Armonica. Il brano contiene un campione della canzone Music Sounds Better with You del gruppo francese Stardust. La voce femminile del ritornello é di Valeria Palmitessa.

## Video musicale
Il video musicale, diretto da LateMilk, è stato pubblicato il 17 aprile 2024 attraverso il canale YouTube del rapper. Al videoclip hanno preso parte: Vittorio Sgarbi, Nicola Ventola, Federico Cirillo, Emanuele Pino, Gianluca Zito e Marco Costagliola.

## Tracce
Testi di Nicolò Rapisarda, musiche di Nicolò Rapisarda, Andrea Arcangeli, Diego Vincenzo Vettraino e Salvatore Angelucci.
1. Miu miu – 2:27

## Classifiche
| Classifica (2024) | Posizione massima |
| ----------------- | ----------------- |
| Italia            | 4                 |

## Riconoscimenti
- Videoclip Italia Awards
  - 2025 – Candidatura al migliore make-up & hair[11]